# Chrysókastro
Chrysókastro (Chrysokastro) är en ort i Grekland.   Den ligger i prefekturen Nomós Kaválas och regionen Östra Makedonien och Thrakien, i den nordöstra delen av landet, 300 km norr om huvudstaden Aten. Chrysókastro ligger 174 meter över havet och antalet invånare är 307.
Terrängen runt Chrysókastro är kuperad åt sydost, men åt nordväst är den bergig. Runt Chrysókastro är det ganska glesbefolkat, med 47 invånare per kvadratkilometer. Närmaste större samhälle är Kavála, 19,2 km öster om Chrysókastro. I omgivningarna runt Chrysókastro växer i huvudsak blandskog.